# 黄村先生言行録
「黄村先生言行録」（おうそんせんせいげんこうろく）は、太宰治の短編小説。「黄村先生」シリーズの1作目。

## 概要
| 初出     | 『文學界』1943年1月号              |
| 単行本   | 『佳日』（肇書房、1944年8月20日）  |
| 執筆時期 | 1942年11月2、3日～11月30日（推定） |
| 原稿用紙 | 37枚                               |

1942年（昭和17年）10月27日、太宰は故郷の重態の母を見舞うために妻子を連れて東京を発つ。帰宅後の11月2、3日頃より書き始められたものと推定される。
本作品は、「はじめに、黄村先生が山椒魚に凝つて大損をした話をお知らせしませう」という文章で始まる。「黄村」が「大損」にかけた言葉であることを思わせることから、彼の名前は「おうそんせんせい」と読むのが通例である。
語り手の座談筆記として黄村先生が「日本の大きい山椒魚は、これは世界中でたいへん名高いものださうでございまして、私が最近、石川千代松博士の著書などで研究いたしましたところに依れば」、「また日本でも古くは佐々木忠次郎とかいふ人、石川博士など実地に深山を歩きまはつて調べてみて、その結果、岐阜の奥の郡上郡に八幡といふところがありまして（後略）」と語る場面がある。石川千代松は進化論を日本に初めて体系的に紹介したことで知られる動物学者。1935年（昭和10年）1月17日にこの世を去っている。佐々木忠次郎は養蚕学・製糸学の開拓者として知られる昆虫学者。 1938年（昭和13年）5月26日にこの世を去っている。

## あらすじ
早春のある日、「私」は黄村先生と家のすぐ近くの井の頭公園へ散歩に出かける。中の島の水族館で、突然、先生はけたたましい叫び声を上げた。「やあ！ 君、山椒魚だ！ 山椒魚。たしかに山椒魚だ。生きてゐるぢやないか、君、おそるべきものだねえ」
それからひと月ほど経って阿佐ヶ谷の先生の自宅に立ち寄ると、先生はすでに一ぱしの動物学者になりすましていた。長い講釈の終わりに述べた言葉は「神よ、私はただ、大きい山椒魚を見たいのです、人間、大きいものを見たいといふのはこれ天性にして、理窟も何もありやせん」であった。
「私」はその後、たまった仕事をするために山梨県の湯村温泉へ行く。毎年2月の末のその時期は厄除地蔵のお祭りがあった。「私」は見世物小屋の木戸番が「伯耆国は淀江村の百姓、太郎左衛門が、五十八年間手塩にかけて、身のたけ一丈、頭の幅は三尺」と叫んでいるのを耳にする。「私」は先生が言っていた伯耆国淀江村の大山椒魚はこの小屋にいるものと確信し、湯村の村はずれの郵便局から「ダイサンセウミツケタ」と電報を打った。